# Jüdische Gemeinde Heuchelheim
Die jüdische Gemeinde Heuchelheim in Heuchelheim bestand bis 1909. Nach ihrer Auflösung gehörten die jüdischen Einwohner zur jüdischen Gemeinde Ingenheim. Sie fiel in den Zuständigkeitsbereich des Bezirksrabbinat Landau.

## Geschichte
Erstmals erwähnt werden Juden in Heuchelheim im 16. Jahrhundert. Eine jüdische Gemeinde entstand im 18. Jahrhundert. Die Zahl der Mitglieder der jüdischen Gemeinde stieg bis Mitte des 19. Jahrhunderts stetig an. Ab der Mitte des 19. Jahrhunderts kam es zu einer Auswanderungswelle, vorwiegend in die Vereinigten Staaten sowie zur Abwanderung in Folge der zunehmenden Industrialisierung in die Städte. Dies hatte zur Folge, dass die Mitgliederzahl der jüdischen Gemeinde stark zurückging. 1909 verlor die Gemeinde aufgrund der geringen Mitgliederzahl ihre Eigenständigkeit und die verbliebenen jüdischen Einwohner gehörten ab diesem Zeitpunkt zur jüdischen Gemeinde Ingenheim. Ab 1933, nach der Machtergreifung Adolf Hitlers, wurden die jüdischen Einwohner immer mehr entrechtet. Zudem kam es immer wieder zu antijüdischen Aktionen. Dies hatte zur Folge, weitere Mitglieder der jüdischen Gemeinschaft Heuchelheim verließen. Die letzten drei in Heuchelheim lebenden Juden wurden Ende 1940 in das Internierungslager Gurs deportiert.

### Entwicklung der jüdischen Einwohnerzahl
| Jahr | Juden      | Jüdische Familien | Bemerkung                                  |
| ---- | ---------- | ----------------- | ------------------------------------------ |
| 1725 |            | 1                 |                                            |
| 1765 |            | 13                |                                            |
| 1808 | 51 oder 55 |                   | Unterschiedliche Angaben in den Quellen    |
| 1825 | 91         |                   |                                            |
| 1835 | 87         |                   |                                            |
| 1843 | 117        |                   | 13 Prozent der Bevölkerung von Heuchelheim |
| 1848 | 108        | 24                |                                            |
| 1851 | 86         |                   |                                            |
| 1851 | 86         |                   |                                            |
| 1857 | 89         |                   |                                            |
| 1861 | 84         |                   |                                            |
| 1867 | 67         |                   |                                            |
| 1871 | 65         |                   |                                            |
| 1875 | 61         |                   |                                            |
| 1880 | 48         |                   |                                            |
| 1885 | 43         |                   |                                            |
| 1900 | 23         |                   |                                            |
| 1910 | 14         |                   |                                            |
| 1925 | 11         |                   |                                            |
| 1933 | 6          |                   |                                            |
| 1940 | 3          |                   |                                            |

Quelle: alemannia-judaica.de; jüdische-gemeinden.de

## Einrichtungen

### Synagoge
Die Synagoge wurde 1880 im Gebäude der ehemaligen jüdischen Elementarschule in der Hauptstraße 28 eingerichtet. Nach 1909 wurde die Synagoge aufgegeben und verkauft. Einige Zeit später wurde sie abgerissen und auf dem Grundstück ein Wohnhaus errichtet.

### Mikwe
Die Gemeinde verfügte über eine Mikwe deren Standort allerdings unbekannt ist.

### Friedhof
Über einen eignen jüdischen Friedhof verfügte die jüdische Gemeinschaft Heuchelheim nicht. Die Verstorbenen wurden auf dem jüdischen Friedhof Am Pfaffenberg in Ingenheim beigesetzt.

### Schule
Zwischen 1830 und 1880 verfügte die jüdische Gemeinde über eine eigene Elementarschule. 1858 zog die Schule in das später als Synagoge genutzte Gebäude in der Hauptstraße 28 um. 1880 wurde die Schule geschlossen. Zeitweise war ein eigener Religionslehrer angestellt, der auch die Aufgaben des Vorbeters und Schochet innehatte.

## Opfer des Holocaust
Das Gedenkbuch – Opfer der Verfolgung der Juden unter der nationalsozialistischen Gewaltherrschaft 1933–1945 und die Zentrale Datenbank der Namen der Holocaustopfer von Yad Vashem führen 17 Mitglieder der jüdischen Gemeinschaft Heuchelheim (die dort geboren wurden oder zeitweise lebten) auf, die während der Zeit des Nationalsozialismus ermordet wurden.